# Đầm Travolta

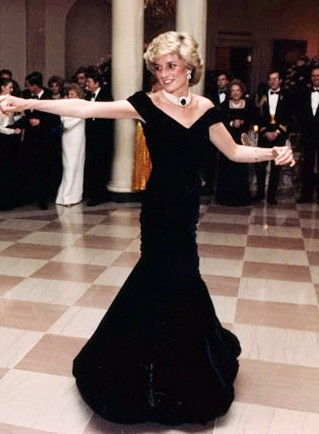
Chiếc đầm khi được mặc lần đầu tiên

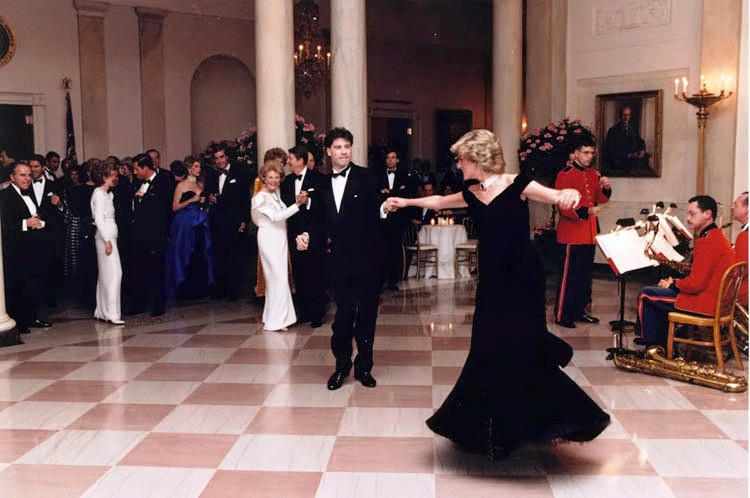
Vương phi xứ Wales khiêu vũ cùng John Travolta tại Nhà Trắng

"Đầm Travolta" (còn được biết đến bằng cái tên "Đầm John Travolta") là chiếc đầm từng do Diana, Vương phi xứ Wales sở hữu. Chiếc đầm xuất hiện lần đầu tiên trong bữa tối gala tại Nhà Trắng vào tháng 11 năm 1985. Chiếc đầm đặt tên theo diễn viên người Mỹ John Travolta, người đã cùng Vương phi khiêu vũ tại bữa tiệc.

## Thiết kế
Do nhà tạo mẫu người Luân Đôn Victor Edelstein thiết kế, trang phục là một chiếc đầm dạ hội hở vai màu xanh thẫm bằng nhung. Bộ đầm lấy cảm hứng từ xu hướng thời Edward, "có đôi chút hơi hướng của trang phục sân khấu". Nhà báo Jackie Modlinger mô tả chiếc đầm "cường điệu hóa trong phong cách" và "mang chất liệu lộng lẫy".

## Lịch sử
Diana, Vương phi xứ Wales, đến thăm Hoa Kỳ vào đầu tháng 11 năm 1985 cùng chồng là Thân vương Charles. Cả hai ở lại Nhà Trắng, nơi họ đến dự bữa tối gala vào ngày 11 tháng 11. Trong dịp đó, Vương phi xứ Wales mặc chiếc đầm của Edelstein. Những bức ảnh và đoạn phim ghi lại khi bà khiêu vũ "quanh căn phòng" cùng diễn viên John Travolta trong âm nhạc của bộ phim năm 1977 của ông, Saturday Night Fever tại Entrance Hall được lưu hành trên khắp thế giới, và trang phục của bà được biết đến như là "đầm Travolta".
Vương phi xứ Wales mặc chiếc đầm này lần nữa tại Đức vào tháng 12 năm 1987 và trong buổi công chiếu bộ phim Wall Street vào tháng 4 năm 1988. Bà mặc lại chiếc đầm trong dịp chụp ảnh chân dung cuối cùng, do Earl của Snowdon chụp vào năm 1997.

## Đấu giá
Không lâu trước khi qua đời vào tháng 8 năm 1997, Diana yêu cầu bán chiếc đầm này trong một buổi đấu giá. Nữ doanh nhân người Florida Maureen Dunkel chào mua với giá 100.000 bảng Anh tại New York vào tháng 6 năm 1997, cùng với 9 bộ đầm khác do Vương phi sở hữu. Khi bị phá sản vào năm 2011, Dunkel bị buộc phải đem chúng lên đấu giá, nhưng đây là chiếc duy nhất bà không bán. Chiếc đầm sau này được Kerry Taylor tại Luân Đôn chào mua vào ngày 19 tháng 3 năm 2013 với 240.000 bảng Anh (362.424 đô-la Mỹ). Chiếc đầm này, ở cả hai lần đấu giá, đều thiết lập nên kỷ lục cho trang phục đắt giá nhất của Diana. Chiếc đầm được "một quý ông Anh Quốc [mua lại] để khiến phu nhân mình bất ngờ".